# Ap Lei Chau

Situación de Ap Lei Chau en Hong Kong.

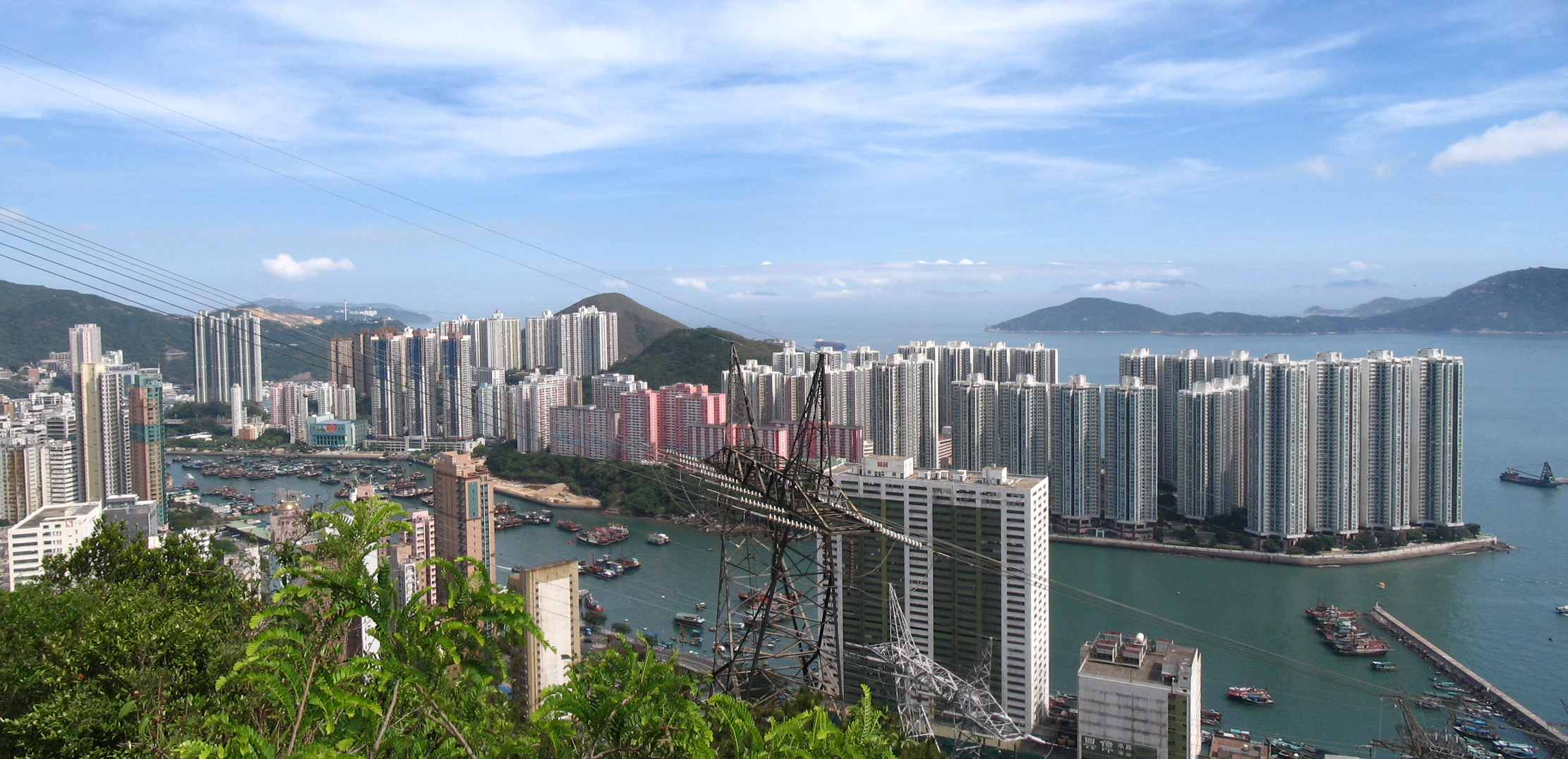
Vista de Ap Lei Chau desde la etapa 2 de la Ruta Hong Kong.

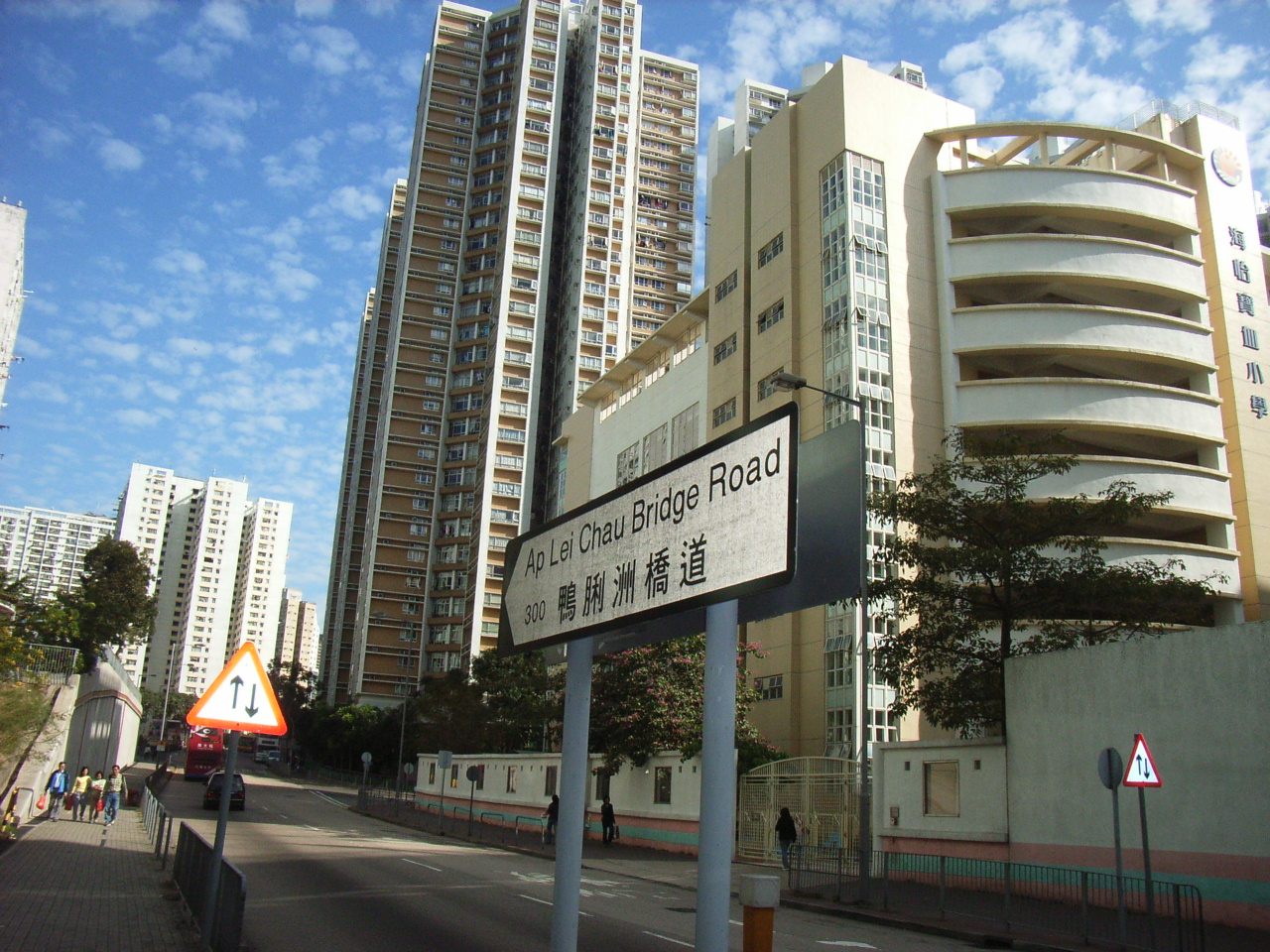
Calle destacada en Ap Lei Chau.

Ap Lei Chau (en chino tradicional, 鴨脷洲), o Aberdeen Island, es una isla de Hong Kong, China situada en el suroeste de la isla de Hong Kong, junto al Puerto de Aberdeen y del Canal de Aberdeen. Ocupa 1,32 km² y administrativamente forma parte del Distrito Sur. Ap Lei Chau es la isla más densamente poblada del mundo. 

## Historia
La isla aparece ya en un mapa fechado en la dinastía Ming, donde está incluida la villa de Heung Kong Tsuen que se traduce literalmente como la Villa de Hong Kong (香港村). Probablemente el nombre de Hong Kong surge de aquí.
Ap Lei Chau es un excelente refugio para protegerse durante los tifones, y era una villa de pescadores antes de la primera guerra del Opio. En el año 1841, como consecuencia del Tratado de Nankín, fue cedida a los británicos junto con la Isla de Hong Kong. Desde entonces perdió protagonismo.
En 1968, el gobierno empezó a construir una central eléctrica en la isla para suministrar electricidad en toda la isla de Hong Kong. En 1980 se construyó un puente de unión con la isla de Hong Kong que sirvió para impulsar un rápido desarrollo económico. Se construyeron viviendas públicas para alojar a personas que sufrieron el incendio en el refugio de Aberdeen.
En 1989 la central eléctrica fue trasladada a la Isla Lamm y se derribó la antigua. El terreno recuperado se utilizó para edificar la zona residencial, conocida como Horizontes del Sur, ganando terreno al mar.

## Geografía y demografía

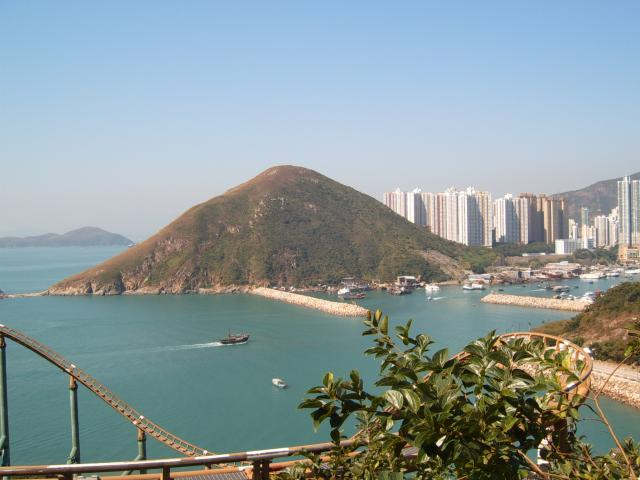
Monte Johnston en Ap Lei Chau.

El nombre de Ap Lei Chau surge de la forma de la isla, que parece una lengua de pato. Ap quiere decir pato, Lei quiere decir  lengua y Chau quiere decir isla. El norte de la isla es la parte más densamente poblada.
La montaña más alta de la isla es el Yuk Kwai Shan (también conocido como Mount Johnston)
Tiene cuatro barrios residenciales principales -Barrio de Lei Tung, Calle principal de Ap Lei Chau, barrio de Ap Lei Chau y South Horizons- cada uno de los cuales tiene diversos rascacielos. En el sur de la isla hay una zona industrial.
Ap Lei Chau posee una población de 86.782 habitantes, ocupando un área de 1,32 km², lo que da una densidad de población de 66.755 habitantes/km², siendo la isla más densamente poblada del mundo.
Ap Lei Chau también da nombre a la formación geológica de Ap Lei Chau, que se extiende por la mayor parte del sur de la Isla de Hong Kong.

## Lugares de interés
El Templo Hung Shing, que data del año 1773, es uno de los más antiguos de su tipología; se encuentra situado en la calle principal. Los dragones que hay en la parte superior eran vistos como una protección ante "la amenaza de la mandíbula del tigre".
En la isla también está la primera vinateria de Hong Kong.